# Jaguar R1
Jaguar R1 — гоночний автомобіль Формули-1, розроблений командою Jaguar Racing і побудований для участі в чемпіонаті 2000 року.

## Історія
R1 — перше шасі в історії команди Jaguar Racing, яке була створене концерном Ford після покупки команди Stewart. Для нового автомобіля фірмою Cosworth був розроблений новий двигун CR-2. Застосування нових технологій дозволило полегшити вагу машини і більш вільно розмістити баласт. Також була застосована загальна система змащування для двигуна і коробки передач.
Однак відсутність власної аеродинамічної труби, позбавила змоги зробити еффетівною аеродинаміку. Автомобіль виявився важкокерованим, ненадійною була коробка передач. Хоча автомобіль був досить швидкий в кваліфікаціях, Еді Ірвайн, який став другим в Чемпіонаті 1999 року в складі Ferrari, зміг набрати лише чотири очки в 16 гонках. На цьому автомобілі дебютував в гонках бразилець Лучано Бурті.

## Результати
| Рік  | Команда       | Двигун           | Шини | Пілоти         | 1   | 2   | 3   | 4   | 5   | 6   | 7   | 8   | 9   | 10  | 11  | 12  | 13  | 14  | 15  | 16  | 17  | Очки | Місце WCC |
| ---- | ------------- | ---------------- | ---- | -------------- | --- | --- | --- | --- | --- | --- | --- | --- | --- | --- | --- | --- | --- | --- | --- | --- | --- | ---- | --------- |
| 2000 | Jaguar Racing | Cosworth CR2 V10 | B    |                | AUS | BRA | SMR | GBR | ESP | EUR | MON | CAN | FRA | AUT | GER | HUN | BEL | ITA | USA | JPN | MAL | 4    | 9-те      |
| 2000 | Jaguar Racing | Cosworth CR2 V10 | B    | Eddie Irvine   | Ret | Ret | 7   | 13  | 11  | Ret | 4   | 13  | 13  | PO  | 10  | 8   | 10  | Ret | 7   | 8   | 6   | 4    | 9-те      |
| 2000 | Jaguar Racing | Cosworth CR2 V10 | B    | Luciano Burti  |     |     |     |     |     |     |     |     |     | 11  |     |     |     |     |     |     |     | 4    | 9-те      |
| 2000 | Jaguar Racing | Cosworth CR2 V10 | B    | Джонні Герберт | Ret | Ret | 10  | 12  | 13  | 11  | 9   | Ret | Ret | 7   | Ret | Ret | 8   | Ret | 11  | 7   | Ret | 4    | 9-те      |